# Kentarō Takahashi
Kentarō Takahashi (in giapponese 高橋 健太郎?; Kawanishi, 8 febbraio 1995) è un pallavolista giapponese, centrale dei JTEKT Stings Aichi.

## Carriera

### Club
La carriera di Kentarō Takahashi inizia nella formazione dello Yonezawa Chūō, dalla quale approda in quella universitaria della Fukuoka Daigaku. Nella stagione 2017-18 diventa professionista coi Toray Arrows, debuttando in V.Premier League: resta legato al club di Mishima per sette annate, nel corso delle quali riceve diversi riconoscimenti individuali come miglior muro e viene inserito anche nel sestetto ideale della lega.
Per il campionato 2024-25 si trasferisce ai JTEKT Stings Aichi, sempre nella massima divisione giapponese.

### Nazionale
Fa parte delle selezioni giovanili giapponesi, conquistando la medaglia di bronzo al campionato asiatico e oceaniano under 18 2012 e partecipando al campionato mondiale under 19 2013, al campionato mondiale under 21 2013 e al campionato asiatico e oceaniano under 20 2014.
Nel 2015 debutta in nazionale maggiore in occasione del Memorial Hubert Wagner, dove vince la medaglia d'oro. Conquista ancora un oro al campionato asiatico e oceaniano 2017, seguito da un bronzo nell'edizione seguente. Nel corso del seguente ciclo olimpico vince la medaglia di bronzo alla Volleyball Nations League 2023, quella d'oro al campionato continentale 2023 e un altro argento alla Coppa del Mondo 2023. Nel 2024, dopo la vittoria dell'argento alla Volleyball Nations League, partecipa ai Giochi della XXXIII Olimpiade, dove chiude la sua carriera in nazionale.

## Palmarès

### Nazionale (competizioni minori)
- Campionato asiatico e oceaniano under 18 2012
- Memorial Hubert Wagner 2015

### Premi individuali
- 2021 - V.League Division 1: Premio fair play
- 2022 - V.League Division 1: Miglior muro
- 2022 - V.League Division 1: Sestetto ideale
- 2022 - V.League Division 1: Premio fair play
- 2023 - V.League Division 1: Miglior muro
- 2024 - V.League Division 1: Miglior muro
- 2024 - V.League Division 1: Sestetto ideale